# Lusilame
Lusilame is een bestuurslaag in het regentschap Lembata van de provincie Oost-Nusa Tenggara, Indonesië. Lusilame telt 404 inwoners (volkstelling 2010).